# This Time Around
„This Time Around“ je pesma američkog muzičara Majkla Džeksona koja se nalazi na njegovom devetom studijskom albumu, „HIStory: Past, Present and Future, Book I“ (1995). Džekson i Dalas Ostin su je komponovali i producirali. U produkciji su im pomogli Brus Svedijen i Rene Mur. Gostujući vokali pripadaju reperu Notorijusu Bi.Aj.Dži-ju. Tekst pesme govori o Džeksonovim problemima koje ima kao poznata ličnost. U decembru 1995. godine, pesma je izdata kao promotivni singl zajedno sa svojim remiksima i to samo u Sjedinjenim Američkim Državama. „This Time Around“ je imala dobar komercijalni nastup imajući u vidu da se to dogodilo samo zahvaljujući tome što se mogla čuti na radijskim stanicama širom zemlje. Pesma je različito ocenjena od strane savremenih muzičkih kritičara.

## Pozadina i kompozicija
Pesmu je napisao i otpevao Džekson dok su je komponovali Dalas Ostin, Brus Svedijen i Rene Mur. Gostujući vokali u njoj pripadaju reperu Notorijusu Bi.Aj.Dži-ju. Ostin i Džekson su producirali pesmu uz pomoć Svedijena i Mura. Dva pomenuta izvođača su je snimali 1994. i 1995. za Džeksonov deseti studijski album, nazvan „HIStory: Past, Present and Future, Book I“ koji je objavljen 1995. godine na dva diska.
„This Time Around“ pripada ritam i bluz, hip hop i fank žanrovima. Odsvirana je u ef-duru. Umerenog je tempa od 108 otkucaja po minuti. Tekst pesme je o teškoćama kroz koje prolaze Džekson i Bigi kao poznate ličnosti. Tokom pesme, Džekson ističe da je pogrešno okrivljen. Decembra 26 1995. godine, Epik rekords je objavio pesmu kao promocionalni singl samo u Sjedinjenim Državama. Promo je pakovan u tri različite verzije: kao standardni kompakt disk koji sadrži samo pesmu, kao gramofonska ploča sa remiksima i kao maksi singl.

## Izdanje i prijem
„This Time Around“ je generalno pozitivno ocenjena od strane savremenih muzičkih kritičara. Džejms Hanter iz magazina „Roling stoun“ je opisao pesmu „dinamitnom koju je odradio Dalas Ostin, majstor za remikse“. Džon Perles, „Njujork tajms“, verovao je da je Džekson promrljao stihove pogotovo kada kaže u pesmi da ljudi stvarno misle da imaju kontrolu nad njim. Iako „This Time Around“ se nije plasirala na „Bilbord hot 100“ listi, imala je solidne plasmane na drugim top-listama u Americi. Pesma se pozicionirala samo zahvaljujući tome što se mogla čuti na radijskim stanicama. Našla se na 36. mestu spiska „Ritmičnih top 40“. Pesma je zauzimala 18. mesto „Bilbordove“ liste dens i klub pesama 1996. godine. Iste godine, bila je 23. na lestvici ritam i bluz singlova.

## Sadržaj
SAD promo 2x12" (ES 7603/ES 7604)-{
- A1. D.M. Mad Club Mix (10:23)
- A2. D.M. Radio Mix (4:05)
- B1. Maurice's Club Around Mix (9:00)
- B2. Georgie's House N Around Mix (6:04)
- C1. The Timeland Dub (7:22)
- C2. The Neverland Dub (Aftermath) (7:46)
- D1. The Don's Control This Dub (4:30)
- D2. UBQ's Opera Vibe Dub (7:00)
- D3. D.M.'s Bang Da Drums Mix (6:34)}-

SAD promo 12" (EAS 7606)-{
- A1. Dallas Main Extended Mix (7:15)
- A2. Maurice's Hip Hop Around Mix (4:25)
- A3. Maurice's Hip Hop Around Mix (w/o Rap) (4:25)
- B1. Dallas Main Mix (6:40)
- B2. Dallas Main Mix (w/o Rap) (6:40)
- B3. Album Instrumental (4:12)}-

U.S. promo 12" (EAS 7607)-{
- A1. Uno Clio 12" Master Mix (9:25)
- A2. D.M. AM Mix (7:47)
- B1. D.M. Mad Dub (8:00)
- B2. Uno Clio Dub Mix (8:06)}-

Evropski promo CD (SAMPCD 3598)-{
1. D.M. Radio Mix (4:05)
2. Dallas Radio Remix (4:31)
3. Maurice's Club Around Radio Mix (4:00)
4. Maurice's Hip Hop Around Mix (w/Drop) (4:18)
5. David Mitson Clean Edit (4:21)}-

 SAD promo CD (ESK 7521)-{
1. "This Time Around" (Dallas Clean Album Remix) (4:12)
2. "This Time Around" (David Mitson Clean Edit) (4:21)
3. "This Time Around" (Dallas Radio Remix) (4:31)
4. "This Time Around" (Dallas Radio Remix [w/o Rap]) (4:31)
5. "This Time Around" (Maurice's Hip Hop Around Mix [w/Drop]) (4:18)
6. "This Time Around" (Maurice's Hip Hop Around Mix [w/o Rap]) (4:25)
7. "This Time Around" (Maurice's Club Around Radio Mix) (4:00)
8. "This Time Around" (D.M. Radio Mix) (4:05)
9. "Earth Song" (Radio Edit) (4:58)
10. "Earth Song" (Album Version) (6:46)
11. "Earth Song" (Hani's Radio Experience) (3:33)}-

## Plasmani
| Lista (1995/1996)                       | Najviša pozicija |
| --------------------------------------- | ---------------- |
| Bilbord: dens i klub singlovi           | 18               |
| Bilbord: ritam i bluz, hip hop singlovi | 23               |
| Bilbord: ritmični top 40 singlovi       | 36               |